# 黄遵宪故居
24°18′49″N 116°07′30″E / 24.31361°N 116.12500°E
黄遵宪故居位于中国广东省梅州市梅江区东郊周溪畔，包括黄遵宪书斋“人境庐”和住所“荣禄第”，2013年3月被列为第七批全国重点文物保护单位。“人境庐”、“荣禄第”和两者之间的“恩元第”现已辟为黄遵宪纪念馆。
黄遵宪为晚清著名诗人，“人境庐”是其书斋，建筑充满西洋风情。“荣禄第”是住所，为典型的客家古民居。黄遵宪纪念馆内有黄遵宪生平事迹展。
- 黄遵宪纪念馆全景
- 人境庐
- 人境庐
- 人境庐
- 人境庐
- 人境庐
- 恩元第
- 荣禄第
- 荣禄第
- 荣禄第
- 荣禄第
- 荣禄第黄遵宪卧室